# Pirata hokkaidensis
Pirata hokkaidensis är en spindelart som beskrevs av Tanaka 2003. Pirata hokkaidensis ingår i släktet Pirata och familjen vargspindlar. Inga underarter finns listade i Catalogue of Life.